# うさぎがもちつき
『うさぎがもちつき』は、2007年4月28日から10月13日までTBS系列のBSデジタル放送「BS-i」で毎週土曜日23:30～24:00にかけて放送されていたテレビドラマである。全13回。
インターネット配信されたオリジナルドラマ「うさぎのもちつき」および「うさぎのもちつき2」をベースとして企画されるオリジナルドラマ。主演は、諸星和己。

## ストーリー
経営危機に陥っている広告代理店「スマイルエージェンシー」に、半年前に突然現れ、社長に着任した宮崎省吾。これで軌道修復かと思いきや、仕事よりも趣味のプラモデル作りに没頭するようなのんびりとしたキャラが社内にも広がり、会社は更に緩やかな下降線を辿りつつあった。
そこへ、「スマイルエージェンシー」の親会社「ロックウェル」の会長・佐久間重千代の指示により、「鬼娘」こと間島直子と「超マイペース男」澤田正太郎が派遣される。宮崎、間島、澤田と、全く違ったタイプに見える彼らには、実はある共通点があった。
そんな彼らの集結が、「スマイルエージェンシー」に奇跡的な「化学反応」を起こし、周りの社員たちを巻き込みながら会社に革命をもたらしていく。

## キャスト
- 宮崎省吾 - 諸星和己
- 間島直子 - 大谷允保
- 澤田正太郎 - 高田宏太郎
- 佐久間重千代 - 長沢純
- 松井良美 - 秋本奈緒美
- 李雅子 - 小林由梨
- 松本匠
- 小島邦裕
- 市川しんぺー
- キム・ボラ
- ヒロシ - 大山健
- 溝口サチコ - 小林澪
- 勝俣良子 - 櫛山晃美

## スタッフ
- 監督 - 市野龍一
- 脚本 - 山下澄人
- プロデューサー - 渡邊健太郎
- 局系列 - JNN
- 製作 - うさぎがもちつき製作委員会、レッドライスメディウム、博報堂DYメディアパートナーズ
- 制作会社 - フレッシュハーツ

## 主題歌
諸星和己「なぁ」